# Vladimer Gabrichidze
Vladimer Gabrichidze, né le 16 mai 1968 à Tbilissi, est un joueur de tennis professionnel soviétique puis géorgien.

## Carrière
Il a atteint la finale du tournoi de Roland-Garros junior en double en 1985.
En Coupe Davis, il a joué une rencontre de barrage pour le groupe mondial en 1990 avec l'URSS face à l'Espagne où il perd le double décisif avec Aleksandr Volkov. Il joue une rencontre contre le Portugal en 1992 pour l'équipe de CEI et ensuite avec la Géorgie à partir de 1995 dans les groupes continentaux jusqu'en 2002. Il a été capitaine de l'équipe en 2008. Il a ensuite repris son poste en 2014.
Il a remporté un titre Challenger en simple à Pescara en 1991 et trois en double à Fürth en 1989 et Bangalore et Genève en 1991. Il compte aussi à son actif 10 tournois Satellites.
Quart de finaliste à Prague en 1992, il y bat en Renzo Furlan, n°52 mondial en huitièmes de finale. Il s'agit du joueur le mieux classé qu'il ait battu dans sa carrière. En double, il a été demi-finaliste à Moscou en 1992.
Il se qualifie pour le premier tour du Masters 1000 de Rome en 1991, il rencontre Pete Sampras alors n°6 mondial et parvient à remporter le deuxième set avant de s'incliner 7-62, 4-6, 6-2.